# Adieu
«Adieu» (з французької Допобачення) — пісня німецького рок-гурту Rammstein. Вперше він був випущений 29 квітня 2022 року як частина восьмого студійного альбому Zeit і був випущений 24 листопада 2022 року як п'яте музичне відео та через день як п'ятий сингл. Пісня була написана і продюсована групою разом з Олсеном Інвольтіні.

## Тло
На початку листопада бельгійська фан-сторінка Rammstein Belgium поширила в Twitter новину про те, що Rammstein хоче випустити пісню Adieu як п'ятий сингл 25 листопада. Нібито посилання на попереднє замовлення було доступне протягом короткого часу на французькому і незабаром після цього на бельгійському веб-сайті Amazon. Місцем зйомок відповідного кліпу, як кажуть, був Париж, а режисер відповідальний Привид Берлін. Ці чутки були підхоплені, серед інших, Metal Hammer і Berliner Kurier, але не були прокоментовані групою.
Офіційна заява була зроблена приблизно через два тижні, коли сам Rammstein опублікував двадцять другий тизер на YouTube за два дні до виходу відео.
На стороні Б музичний сингл містить два ремікси на однойменну пісню — по одному від Річарда Круспе та Андреа Маріно.

## Музичне Відео
Кліп містить відсилання до фільмів «Матриця» і «Безсмертні». Музичне відео в стилі бойовика показує, як важко озброєні музиканти штурмують Паризький оперний театр, стріляють в охоронців і підпалюють кімнату з людьми в скляних капсулах. Після зміни обстановки музикантів бачать в ланцюгах в клітці і в оточенні «проклятих», як їх називають в титрах. Згодом музиканти перевтілюються в кам'яних титанів, які руйнуються у фінальному приспіві, ховаючи під собою людей.
Одна з інтерпретацій відео полягає в тому, що група обробляє час після альбому Mutter, який, як кажуть, майже призвів до розлуки.
Включаючи титри тривалістю дві з половиною хвилини, тривалість відео становить 8 хвилин і 50 секунд. Згідно з титрами, у зйомках було задіяно понад 100 осіб, режисером якого був Привид Берлін, який також розстріляв Німеччину трьома роками раніше.

## Трек-лист
| #  | Назва                              | Тривалість |
| -- | ---------------------------------- | ---------- |
| 1. | «Adieu»                            | 4:39       |
| 2. | «Adieu» (RMX by Richard Z. Kruspe) | 4:42       |
| 3. | «Adieu» (RMX by Andrea Marino)     | 4:04       |

## Чарти
2 грудня 2022 року Adieu увійшла до німецького чарту синглів під номером 13 на один тиждень